# Pianura
Pianura (talijanski: "ravnica") je zapadno predgrađe Napulja, južna Italija. Omeđeno je s jedne strane područjem Soccavo, a s druge strane predgrađem grada Pozzuolija.

## Poznate osobe
- Justin Russolillo (1891.-1955.), prezbiter
- Giorgio Di Vicino (r. 1980.), nogometaš